# Archives of Natural History
Les Archives of Natural History est une revue à comité de lecture, publiée par la Society for the History of Natural History. Elle publie des articles sur l'histoire et la bibliographie de l'histoire naturelle dans son sens le plus large, et dans toutes les époques et toutes les cultures, notamment en botanique, géologie, paléontologie et zoologie. Elle documente la biographie de naturalistes, leurs publications, leur correspondance et leurs collections, et les institutions et les sociétés dont ils sont membres. Les documents bibliographiques concernés par l'étude des livres rares, de manuscrits et de matériel d'illustration, l'analyse, et à la suite de bibliographies sont également publiés.
La revue est créée en 1936 sous le titre Journal of the Society for the Bibliography of Natural History, et prend en 1981. Les rédacteurs de la revue sont Isabelle Charmantier, E. Charles Nelson, Ingvar Svanberg et Elaine Shaughnessy. La revue est publiée pour la Société par l'Edinburgh University Press depuis 2008.